# جائزة سيزار لأفضل ممثل صاعد

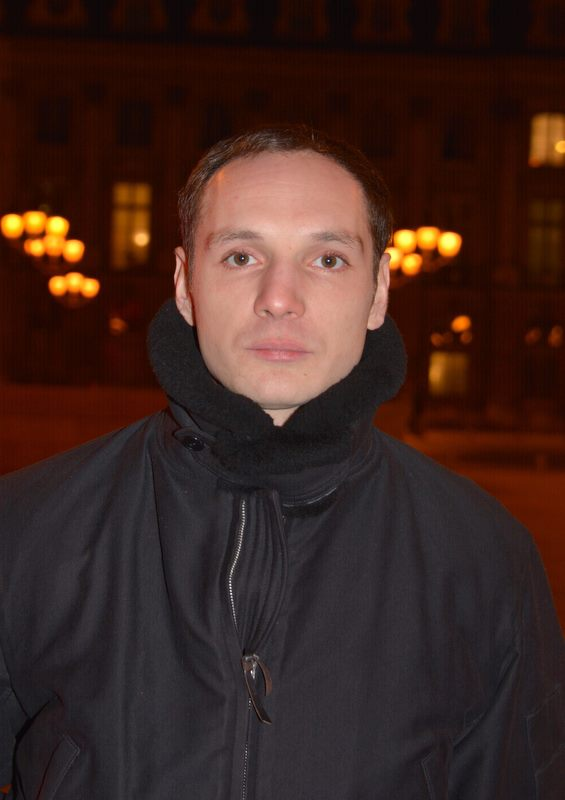

جائزة سيزار لأفضل ممثل صاعد هي جائزة سينمائية فرنسية تمنحها أكاديمية الفنون والتقنيات السينمائية منذ عام 1983. تم إنشاء الجائزة تحت اسم «سيزار لأفضل أمل للشباب الذكور» واحتفظت بهذا اللقب حتى عام 2004.
وتخول جائزة السيزار مكافأة أفضل ممثل مبتدئ بناء على تصويت الجمهور على الفنان الذي يختارونه، دون حد أدنى للسن أو نوعية الأفلام. منذ عام 2007 تم إعداد مشروع «اكتشاف» والاختيارات الإرشادية لتحديد أكثر سهولة للمرشحين خلال الجولة الأولى من التصويت.